# محمد إبراهيم كيشو
محمد إبراهيم السيد (من مواليد 21 مارس 1998)، هو لاعب مصارعة رومانية مصري وحائز على لقب بطل العالم في المصارعة تحت سن 23 مرتين في منافسات 2018 و2019.

## مسيرته الرياضية
فاز إبراهيم بالميدالية الذهبية في منافسات وزن 66 كجم في كل من البطولة الأفريقية للمصارعة 2016 والتي أقيمت في مدينة الإسكندرية بمصر، والبطولة الأفريقية للمصارعة 2018 والتي أقيمت في بورت هاركورت، نيجيريا.
في عام 2017، شارك في البطولة الأفريقية للمصارعة 2017 وفاز بالميدالية الفضية في منافسات وزن 75 كجم.
في عامي 2019 و 2020، فاز إبراهيم بذهبيتين في منافسات وزن 67 كجم في البطولة الأفريقية للمصارعة 2019 التي أقيمت في مدينة الحمامات بتونس والبطولة الأفريقية للمصارعة 2020 التي أقيمت في الجزائر.
في أغسطس 2019 ، شارك في دورة الألعاب الأفريقية 2019 وفاز بالميدالية الذهبية في منافسات وزن 67 كجم، في شهر سبتمبر، حصل على المركز الخامس في بطولة العالم للمصارعة 2019 ليتأهل للمشاركة في أولمبياد طوكيو 2020. في أكتوبر فاز بالميدالية الذهبية في حدث 67 كجم في الألعاب العسكرية العالمية 2019 التي أقيمت في مدينة ووهان بالصين، وتم اختيار إبراهيم من قبل الاتحاد العالمي للمصارعة كأفضل مصارع في عام 2019 تحت سن 23 سنة.